# Jacques Hadamard
Jacques Hadamard   (Versalles, 8 de desembre de 1865 - París, 17 d'octubre de 1963), ForMemRS, va ser un matemàtic francès que va fer importants contribucions en teoria de nombres, anàlisi complexa, geometria diferencial i equacions en derivades parcials. Va treballar a les universitats de Bordeus i a la Sorbona a París.

## Biografia
Nascut el 1865 dins d'una família d'ascendència jueua, l'any 1884 Hadamard va ingressar a l'École Normale Supérieure de París, havent obtingut el primer lloc als exàmens d'ingrès. Va tenir com a professors a Paul Tannery, Charles Hermite, Gaston Darboux, Paul Appell, Édouard Goursat i Charles Émile Picard. Es va doctorar el 1892 I el mateix any va rebre el Grand Prix des Sciences Mathématiques pel seu treball sobre la funció zeta de Riemann.
Va treballar en diversos temes de física matemática. També va col·laborar en l'establiment de les bases de l'anàlisi infinitesimal i va desenvolupar el teorema sobre el valor absolut d'un determinant. Va fer importants contribucions a la teoria de nombres, teoria de funcions, geometria diferencial i equacions en derivades parcials.
L'any 1892 es va casar amb Louise-Anna Trénel, també d'ascendència jueva, amb qui va tenir tres fills i dues filles. A l'any següent va guanyar una càtedra a la universitat de Bordeus, on va demostrar la seva coneguda desigualtat sobre els determinants, el que va portar al descobriment de les matrius d'Hadamard en les quals la igualtat s'acompleix. En 1896 va fer dues contribucions importants: va demostrar el teorema dels nombres primers, emprant la teoria de funcions complexes (també provat independentment pel matemàtic belga Charles-Jean de la Vallée-Poussin) i va ser guardonat amb el Premi Bordin de l'Acadèmia Francesa de Ciències pel seu treball en geodèsia sobre la geometria diferencial de superfícies i sistemes dinàmics. En el mateix any va ser nomenat professor d'Astronomia i Mecànica Racional a Bordeus. La seva obra fonamental en geometria i dinàmica simbòlica va continuar el 1898 amb l'estudi de geodèsiques en superfícies de curvatura negativa. Pel seu treball acumulat, va ser guardonat amb el Premi Poncelet el 1898.
Així mateix va establir la noció de problema ben plantejat en el terreny de les equacions diferencials. És també un dels matemàtics que més han contribuït en el desenvolupament de l'anàlisi infinitesimal.
Després que l'afer Dreyfus, l'involucrés personalment perquè la seva dona estava relacionada amb Dreyfus, Hadamard va ser políticament actiu i un ferm defensor de les causes jueves encara que es declarava ateu.
L'any 1897 es va traslladar a París, ocupant diferents càrrecs a la Sorbona i el Collège de France, on va ser nomenat professor de Mecànica el 1909. A més d'aquest càrrec va ser nomenat per a les càtedres d'anàlisi a l'École Polytechnique el 1912 i el 1920 a l'École Centrale de París, succeint a Camille Jordan i a Paul Appell. A París Hadamard es va concentrar en els problemes de la física matemàtica, en particular, les equacions diferencials parcials, el càlcul de variacions i els fonaments d'anàlisi funcional. Va introduir el mètode del descens en la teoria d'equacions diferencials parcials, que van culminar en el seu llibre clau sobre el tema, basat en les conferències impartides a la Universitat Yale el 1922. Més endavant va escriure sobre la teoria de probabilitat i l'educació matemàtica.
El 1916 va succeir a Henri Poincaré a l'Acadèmia de Ciències Francesa i va contribuir a la publicació de les seves obres completes. Va ser membre estranger de la Reial Acadèmia Holandesa d'Arts i Ciències el 1920 i també membre estranger de l'Acadèmia de Ciències de l'URSS el 1929. Va visitar la Unió Soviètica el 1930 i 1934 i la Xina el 1936 per invitació dels matemàtics soviètics i xinesos.
A l'inici de la Segona Guerra Mundial Hadamard va romandre a França però el 1940 es va escapar al sud de França. El govern de Vichy li va permetre anar-se als Estats Units el 1941 i va obtenir un lloc com a professor visitant a la Universitat de Colúmbia a Nova York. Es va traslladar a Londres el 1944 i va tornar a França quan va acabar la guerra, el 1945.
Hadamard va ser investit doctor "honoris causa" per la Universitat Yale, l'octubre de 1901, durant les celebracions pel bicentenari de la universitat. Va ser condecorat amb la Medalla d'or del CNRS per la seva trajectòria el 1956.
Va morir a París el 1963 als noranta-set anys.
Entre els molts estudiants d'Hadamard destaquen Maurice Fréchet, Paul Lévy, Szolem Mandelbrojt i André Weil. Ha donat el seu nom a les matrius d'Hadamard, al teorema de Cauchy-Hadamard i la pseudo-transformació d'Hadamard que és emprada en criptografia.
Molt conegut per les seves distraccions, sembla que va ser el principal model per al personatge del “Savi cosinus”.

## Aportacions científiques
En el seu llibre "Psicologia de la invenció en el camp matemàtic", Hadamard utilitza la introspecció per descriure el procés mental matemàtic. Descriu el seu propi pensament matemàtic com majoritàriament sense paraules, acompanyat sovint d'imatges mentals que condensen la idea global d'una prova, en clara oposició a autors que identifiquen el llenguatge i la cognició. Va realitzar una enquesta entre 100 dels físics més rellevants del moment (aproximadament l'any 1900), preguntant com realitzaven el seu treball. Moltes de les respostes van ser idèntiques a la seva, fins i tot alguns van informar que veien els conceptes matemàtics com a colors. Einstein va comentar tenir sensacions en els seus avantbraços. Alan Kay, en el seu "Alan Kay: Doing with Images Makes Symbols Pt 1 (1981)" tradueix això als estadis d'aprenentatge de Piaget.
Hadamard descriu les experiències dels matemàtics i físics teòrics Carl Friedrich Gauss, Hermann von Helmholtz, Henri Poincaré i altres com la visualització de solucions senceres amb una "sobtada espontaneïtat ".
Hadamard també va descriure el procés com de quatre de les cinc etapes del model de procés creatiu de Graham Wallas, amb les tres primeres també havien estat plantejades per Helmholtz: Preparació, Incubació, Il·luminació i Verificació.

## Publicacions seleccionades
- An Essay on the Psychology of Invention in the Mathematical Field. Princeton Univ. Press, 1945.[14] Edició amb el títol The Mathematician's Mind: The Psychology of Invention in the Mathematical Field. 1996; ISBN 0-691-02931-8 En línia
- Le problème de Cauchy et les équations aux dérivées partielles linéaires hyperboliques, Hermann, 1932.[15] (Conferències de Yale, edición inglesa Lectures on Cauchy’s problem in linear partial differential equations, Yale University Press, Oxford Univ. Press 1923)
- La série de Taylor et son prolongement analytique, 2ª ed. París: Gauthier-Villars 1926.
- La théorie des équations aux dérivées partielles, Peking, Editions Scientifiques, 1964.
- Leçons sur le calcul des variations, vol. 1, Paris, Hermann 1910.[16]
- Leçons sur la propagation des ondes et les équations de l'hydrodynamique. Paris, Hermann 1903.[17]
- Four lectures on Mathematics, delivered at Columbia University 1911. Columbia Univ. Press 1915.[18] 1. The definition of solutions of linear partial differential equations by boundary conditioins. 2. Contemporary researches in differential equations, integral equations and integro-differential equations. 3. Analysis Situs in connection with correspondendes and differential equations, 4. Elementary solutions of partial differential equations and Greens functions.
- Leçons de géométrie élémentaire, 2 vols. Paris: A. Colin, 1898.[19] (Traduit a l'anglès Lessons in Geometry. Providence, R.I.: American Mathematical Society. 2008) vol. 1 vol. 2
- Cours d'analyse professé à l'École polytechnique, 2 vols. Paris: Hermann 1925/27, 1930. (vol. 1: Compléments de calcul différentiel, intégrales simples et multiples, applications analytiques et géométriques, équations différentielles élémentaires,[20] vol. 2 Potentiel, calcul des variations, fonctions analytiques, équations différentielles et aux dérivées partielles, calcul des probabilités)[21]
- Essai sur l'étude des fonctions données par leur développement de Taylor. Étude sur les propriétés des fonctions entières et en particulier d'une fonction considérée ar Riemann, 1893.
- Sur la distribution des zéros de la fonction et ses conséquences arithmétiques, Bulletin de la Société Mathématique de France. 24, 1896: 199-220 (Prova del nombre primer)
- Hadamard, Jacques (1968), Fréchet, M.; Lévy, P.; Mandelbrojt, S.; et al., eds., Œuvres de Jacques Hadamard. Tomes I, II, III, IV, Éditions du Centre National de la Recherche Scientifique, Paris.
- Hadamard, Jacques (2003) [1923], Lectures on Cauchy's problem in linear partial differential equations. New York: Dover Phoenix Editions, Dover Publications. {{ISBN|978-0-486-49549-1}}
- Hadamard, Jacques (1999) [1951], Non-Euclidean geometry in the theory of automorphic functions, History of Mathematics 17, Providence, R.I.: American Mathematical Society.ISBN ;978-0-8218-2030-8 Error en ISBN: caràcter no vàlid